# Yamil Peralta
Yamil Alberto Peralta Jara (* 16. Juli 1991 in Del Viso, Gran Buenos Aires) ist ein argentinischer Profiboxer im Cruisergewicht und wird von der WBC auf Platz 2 der Weltrangliste der Herausforderer geführt (Stand: Oktober 2024).
Als Amateur erreichte er im Schwergewicht jeweils einen fünften Platz bei den Olympischen Spielen 2012 in London und 2016 in Rio de Janeiro.

## Amateurkarriere
Peralta gewann 2010 im Halbschwergewicht eine Bronzemedaille bei den Südamerikaspielen und war Viertelfinalist der Panamerikameisterschaft. Im Anschluss stieg er in das Schwergewicht auf und gewann 2011 eine Bronzemedaille bei den Panamerikaspielen. Bei der Weltmeisterschaft desselben Jahres in Baku verlor er noch in der Vorrunde gegen Samir El Mais.
2012 erreichte er beim amerikanischen Olympiaqualifikationsturnier in Rio de Janeiro mit Siegen gegen José García, Edgar Muñoz und Samir El Mais das Finale und erhielt dadurch einen Startplatz bei den Olympischen Sommerspielen 2012 in London, wo er im Achtelfinale Chouaib Bouloudinats besiegte und im Viertelfinale knapp gegen Terwel Pulew ausschied. 2013 folgte der Gewinn der Silbermedaille bei der Panamerikameisterschaft und der Gewinn einer Bronzemedaille bei der Weltmeisterschaft in Almaty; nach Siegen gegen Raitis Sinkēvičs, Tadas Tamašauskas und Tommy McCarthy, schied er im Halbfinale mit 1:2 gegen Jewgeni Tischtschenko aus.
2014 gewann er Gold bei den Südamerikaspielen und 2015 Silber bei der Panamerikameisterschaft, während er bei der Weltmeisterschaft 2015 in Doha im Viertelfinale gegen Abdulqədir Abdullayev unterlag. Beim amerikanischen Olympiaqualifikationsturnier 2016 in Buenos Aires erreichte er erneut das Finale und startete daraufhin bei den Olympischen Sommerspielen 2016 in Rio de Janeiro, wo er gegen David Graf gewann und im Viertelfinale gegen Erislandy Savón ausschied.
Bei der Panamerikameisterschaft 2017 gewann er Silber und qualifizierte sich damit für die Weltmeisterschaft desselben Jahres in Hamburg, wo er im Achtelfinale gegen Sanjar Tursunov verlor.

## Profikarriere
Er bestritt sein Profidebüt im August 2018 und blieb in 13 Kämpfen des Cruisergewichts ungeschlagen, wobei er die Titel Argentinischer Meister, Südamerikameister und WBC-Lateinamerikameister gewinnen konnte. Beim Kampf um den vakanten Titel WBC-International verlor er am 7. Mai 2022 im kanadischen Sydney durch eine geteilte Punktentscheidung gegen den Kanadier Ryan Rozicki. Der umstrittene Kampfausgang führte zu einer Untersuchung durch ein Gremium der WBC, welches einstimmig urteilte, dass Peralta zum Sieger hätte erklärt werden müssen. Nachdem sich auch der kanadische Promoter und Rozicki selbst mit dieser Entscheidung einverstanden erklärt hatten, wurde das Kampfergebnis revidiert und blieb wertungslos (No Contest).
Den durch das Urteil ebenfalls vakant gebliebenen Titel gewann er dann am 17. September 2022 durch TKO gegen den Brasilianer Fábio Maldonado. 2023 gewann er zwei Titelverteidigungen. 